# بيدرو مينديز
بيدرو مينديز (بالبرتغالية: Pedro Mendes‏) (1 أكتوبر 1990 بنوشاتيل في سويسرا - ) هو لاعب كرة قدم برتغالي في مركز الدفاع. شارك مع منتخب البرتغال تحت 17 سنة لكرة القدم ومنتخب البرتغال تحت 18 سنة لكرة القدم ومنتخب البرتغال تحت 19 سنة لكرة القدم ومنتخب البرتغال تحت 20 سنة لكرة القدم ومنتخب البرتغال تحت 21 سنة لكرة القدم. أما مع النوادي، فقد لعب مع ريال سبورت كلوب وريال مدريد كاستيا وريال مدريد وسبورتينغ لشبونة وستاد رين ونادي بارما ونادي ساسولو ونادي سيرفيت.

## وصلات خارجية
- بيدرو مينديز على موقع الاتحاد الأوربي (الإنجليزية)
- بيدرو مينديز على موقع قاعدة بيانات كرة القدم.إي يو (الإنجليزية)
- بيدرو مينديز على موقع ليكيب (الفرنسية)
- بيدرو مينديز على موقع ناشيونال فوتبول تيمز (الإنجليزية)
- بيدرو مينديز على موقع Soccerway.com (الإنجليزية)
- بيدرو مينديز على موقع عالم كرة القدم.نت (الإنجليزية)
- بيدرو مينديز على موقع AS.com (الإسبانية)